# ویمسهایم
ویمسهایم (به آلمانی: Wimsheim) یک شهر در آلمان است که در انتسکرایس واقع شده‌است. ویمسهایم ۲٬۶۴۴ نفر جمعیت دارد.